# Yunnanaspis rubus
Yunnanaspis rubus är en insektsart som beskrevs av Young 1986. Yunnanaspis rubus ingår i släktet Yunnanaspis och familjen pansarsköldlöss. Inga underarter finns listade i Catalogue of Life.